# Sandvikesjön
Sandvikesjön är en sjö i Färgelanda kommun i Dalsland och ingår i Örekilsälvens huvudavrinningsområde. Sjön har en area på 0,253 kvadratkilometer och ligger 108,3 meter över havet.

## Delavrinningsområde
Sandvikesjön ingår i det delavrinningsområde (650325-127186) som SMHI kallar för Inloppet i Strandsjön. Medelhöjden är 126 meter över havet och ytan är 4,15 kvadratkilometer. Det finns ett avrinningsområde uppströms, och räknas det in blir den ackumulerade arean 11,79 kvadratkilometer. Björnåsebäcken som avvattnar avrinningsområdet har biflödesordning 3, vilket innebär att vattnet flödar genom totalt 3 vattendrag innan det når havet efter 47 kilometer. Avrinningsområdet består mestadels av skog (77 procent). Avrinningsområdet har 0,32 kvadratkilometer vattenytor vilket ger det en sjöprocent på 7,7 procent.